# إيتوبوسيد
إيتوبوسيد، يباع تحت اسم العلامة التجارية إتوبوفوس من بين أمور أخرى، وهو دواء للعلاج الكيميائي يستخدم لعلاج عدد من أنواع السرطان  وهذا يشمل سرطان الخصية ,سرطان الرئة , سرطان الغدد الليمفاوية , سرطان الدم , الورم العصبي وسرطان المبيض. يتم أخذه عن طريق الفم أو الحقن في الوريد.
الآثار الجانبية شائعة جداً. ويمكن أن تشمل انخفاض عدد خلايا الدم، التقيؤ، فقدان الشهية، الإسهال، فقدان الشعر، والحمى. وتشمل الآثار الجانبية الشديدة الأخرى ردود الفعل التحسسية وانخفاض ضغط الدم. من المرجح أن الاستخدام أثناء الحمل أنه يضر الطفل . يصنف إيتوبوسيد في عائلة المانع توبواسوميراس . ويعتقد أنه يعمل عن طريق إتلاف الحمض النووي.
```
تمت الموافقة على إيتوبوسيد للاستخدام الطبي في الولايات المتحدة في عام 1983.
[
4
]
 وهو مدرج في 
قائمة الأدوية الأساسية لمنظمة الصحة العالمية
، وهي الأدوية الأكثر فعالية وأمنا واللازمة في 
النظام الصحي
.
[
6
]
 تكلفة الجملة في 
العالم النامي
 حوالي 3.24 إلى 5.18 دولار أمريكي لكل انبولة (100) ملغ.
[
7
]
[
8
]
 في المملكة المتحدة هذا يكلف حوالي 12.15 جنيه اعتبارا من عام 2015.
```

## الاستخدامات الطبية
يستخدم إتوبوسيد كشكل من أشكال العلاج الكيميائي للسرطان مثل ساركوما كابوزي، ساركوما إوينغ، سرطان الرئة، سرطان الخصية، سرطان الغدد الليمفاوية، سرطان الدم غير الليمفاوي، ورم أرومي دبقي متعدد الأشكال. وغالبا ما تعطى في تركيبة مع أدوية أخرى (مثل بليوميسين في علاج سرطان الخصية). كما أنها تستخدم أحيانا في نظام تكييف قبل زرع نخاع العظم أو الخلايا الجذعية في الدم .

### طريقة تناول الدواء
وتعطى عن طريق الوريد أو عن طريق الفم في كبسولة أو شكل أقراص. إذا أعطى الدواء بالوريد، يجب أن يتم ذلك ببطء على مدى فترة 30-60 دقيقة لأنه يعمل على خفض ضغط الدم اذ ما تناول . يتم فحص ضغط الدم في كثير من الأحيان خلال الغرس وفقا لسرعه التناول التي أخذ بها الدواء .

## الأثار الجانبية
- الاثار الشائعة:
- ضخ ردود فعل الموقع
- انخفاض ضغط الدم
- تساقط الشعر
- أو ألم أو حرق في موقع الحقن الوريدي
- الإمساك أو الإسهال
- طعم الطعام المعدني
- قمع نخاع العظام، مما يؤدي إلى:
- انخفاض عدد خلايا الدم البيضاء (مما يؤدي إلى زيادة قابلية الإصابة بالعدوى)
- انخفاض عدد خلايا الدم الحمراء (فقر الدم)
- انخفاض عدد الصفائح الدموية (مما يؤدي إلى كدمات سهلة والنزيف)
- الاثار الأقل شيوعا :
- استفراغ وغثيان
- الحساسية من نوع ردود الفعل
- طفح جلدي
- الحمى، وغالبا ما تحدث بعد فترة وجيزة بعداخذه بالوريد وليس بسبب العدوى
- تقرحات الفم
- سرطان الدم النخاعي الحاد (الذي يمكن أن يعالج ببساطه ب إتوبوسيد نفسه)
- عندما تعطى مع الوارفارين، فإنه قد يسبب النزيف.[9]

## تأثير الدواء

### الية العمل
```
إتوبوسيد يشكل مجمع(مركب معقد ) ثلاثي مع 
الحمض النووي
 وانزيم توبواسوميراز الثاني (الذي يساعد في فك جزئ الحمض النووي )، ويمنع إعادة ربط سلاسل الحمض النووي، وبفعل ذلك فانه يعمل على كسرها.
[
10
]
 كما وان 
الخلايا السرطانية
 تعتمد على هذا الإنزيم أكثر من الخلايا السليمة، لأنها تنقسم بسرعة أكبر. لذلك، يسبب هذا أخطاء في تخليق الحمض النووي ويعزز 
موت الخلايا
 المبرمج للخلايا السرطانية.
[
11
]
[
12
]
```

## كيميائية الدواء

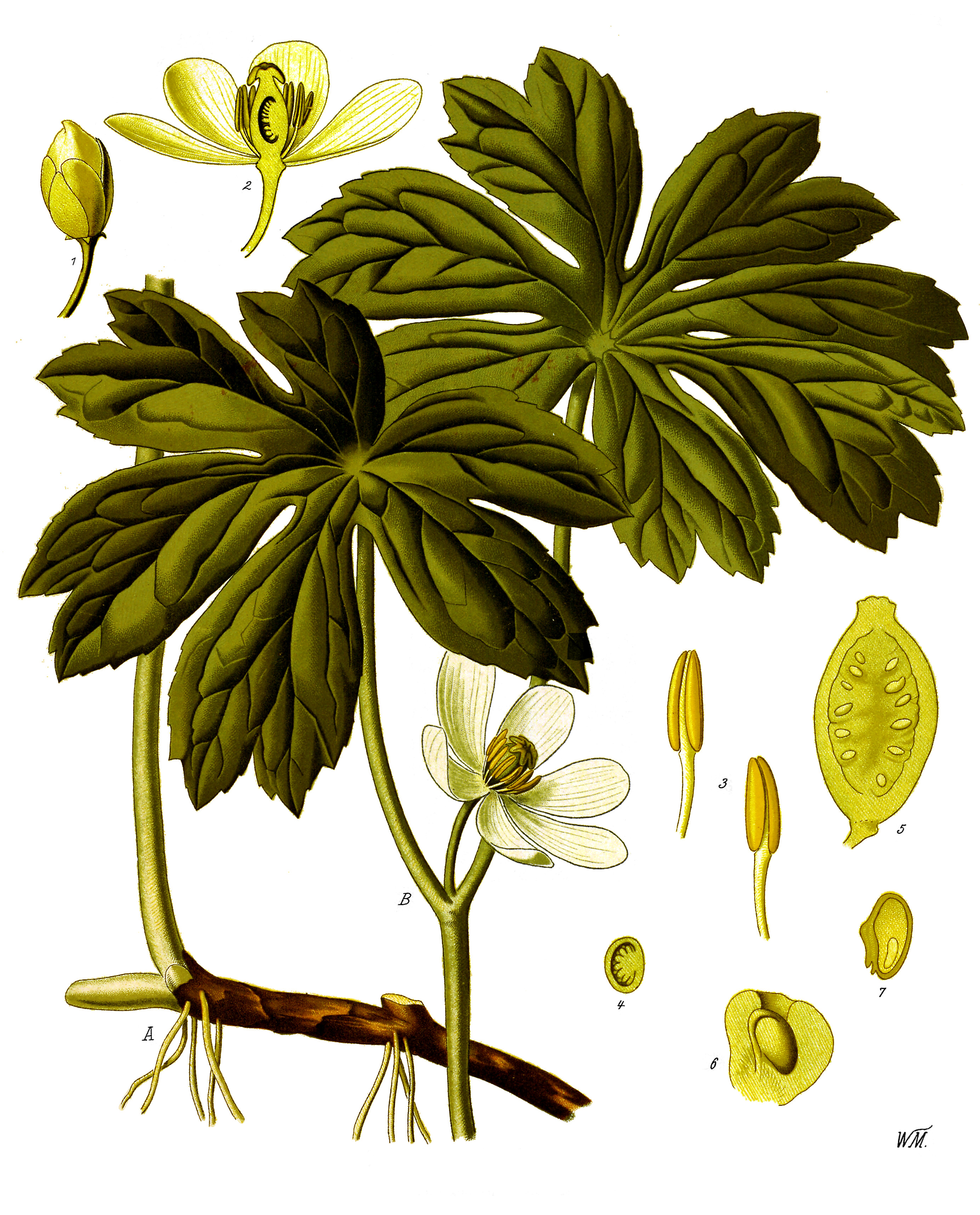
An illustration of the بدفيل, showing part of the جذمور (at bottom)

إتوبوسيد هوشبه مصنع مشتق من بودوفيلوتوكسين من جذمور ماندريك البرية (بودوفيلوم بيلتاتوم). وبشكل أكثر تحديدا، هو جليكوسيد من بودوفيلوتوكسين مع مشتق D- الجلوكوز . وهو مشابه كيميائيا ل تينيبوسيد (دواء مضادة للسرطان، ويجري تمييزها فقط من قبل بقية الميثيل حيث يحتوي تينيبوسيد ثينيل, وقد تم تطوير كل من هذه المركبات بهدف خلق مشتقات أقل سمية من بودوفيلوتوكسين.
- - الخصائص : لون المادة هو أبيض إلى الأصفر والبني، مسحوق بلوري. وهو قابل للذوبان في المذيبات العضوية.[14]
  - يتم استخدامه في شكل من الملح إتوبوسيد الفوسفات .

## تاريخ الدواء
تم تصنيع إتوبوسيد لأول مرة في عام 1966 وتم منح موافقة إدارة الغذاء والدواء الأمريكية في عام 1983.
من المرجح أن يأتي اسم (ف - 16) من مركب من الاسم الأخير لأحد الكيميائيين الذين قاموا بعمل مبكر على الدواء (فون وارتبورغ) و بودوفيلوتوكسين. وكان عالم آخر الذي كان جزءا لا يتجزأ في تطوير العلاج الكيميائي القائم على بودوفيلوتوكسين الصيدلي الطبي هارتمان . F. ستاهيلين

## روابط خارجية
- Etoposide information at the U.S. National Institutes of Health (archived link, June 5, 2011)